# Homem da Maça e seu Bicho
O Homem da Maça é uma escultura em granito inacabada situada no Monte de São Brás, em Santa Cruz do Bispo.

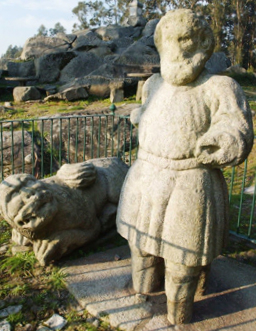
Homem da maça

## Características
Esta escultura é composta por um homem, provavelmente um herói ou guerreiro, e ao seu lado uma figura zoomórfica com traços de leão. O homem possui barba, joelheiras, cinturão e couraça. Tem o tamanho de uma pessoa. A estátua é só esculpida dos joelhos para cima e está deformada em algumas partes, como no rosto e braços.

## História
Originalmente a estátua encontrava-se entre as capelas de São Sebastião e Nossa Senhora do Livramento onde foi encontrada no século XIX. A sua localização original, as condições em que foi encontrada ainda não são conhecidas com exactidão. Em 1935 foi transportada para o Monte de São Brás, onde está colocada actualmente. 
A sua origem e função está ainda envolta em polémica. Uns autores apontam a sua origem para a época romana, enquanto outros consideram que a estátua do homem pertencia a um conjunto alargado de figuras pertencentes à "Quinta dos Bispos". Quanto à figura animal que acompanha o homem esta é apontada como sendo uma obra da época medieval, considerando as semelhanças com as obras e achados que se encontram no Mosteiro de Leça do Balio.  

## Tradição
Na altura da romaria de São Brás a estátua tinha grande foco. As mulheres solteiras pediam ajuda para casar abraçando-se à estátua e colocando-lhe flores. Os homens (e os casais) pediam ajuda para terem filhos varões. Caso as promessas se cumprissem era deitado vinho pela cabeça da estátua como forma de agradecimento.